# Renewi Tour 2023
Il Renewi Tour 2023, diciottesima edizione della corsa e valida come ventinovesima prova dell'UCI World Tour 2023, categoria 2.UWT, si svolse in cinque tappe dal 23 al 27 agosto 2023 su un percorso di 735,9 km, con partenza da Blankenberge, in Belgio, e arrivo a Bilzen, in Belgio. La vittoria fu appannaggio del belga Tim Wellens, il quale completò il percorso in 15h51'59", alla media di 46,380 km/h, precedendo i connazionali Florian Vermeersch e Yves Lampaert.
Sul traguardo di Bilzen 128 ciclisti, su 154 partiti da Blankenberge, portarono a termine la competizione.

## Tappe
| Tappa  | Data      | Percorso                          | km    | Vincitore di tappa | Leader cl. generale |
| ------ | --------- | --------------------------------- | ----- | ------------------ | ------------------- |
| 1ª     | 23 agosto | Blankenberge > Ardooie            | 183,9 | Jasper Philipsen   | Jasper Philipsen    |
| 2ª     | 24 agosto | Sluis > Sluis (cron. individuale) | 13,6  | Joshua Tarling     | Joshua Tarling      |
| 3ª     | 25 agosto | Aalter > Geraardsbergen           | 171,5 | Mike Teunissen     | Tim Wellens         |
| 4ª     | 26 agosto | Beringen > Peer                   | 179,6 | Sam Welsford       | Tim Wellens         |
| 5ª     | 27 agosto | Riemst > Bilzen                   | 187,3 | Matej Mohorič      | Tim Wellens         |
| Totale | Totale    | Totale                            | 735,9 |                    |                     |

## Squadre e corridori partecipanti
| N.      | Cod. | Squadra                  |
| ------- | ---- | ------------------------ |
| 1-7     | ADC  | Alpecin-Deceuninck       |
| 11-17   | TJV  | Jumbo-Visma              |
| 21-27   | SOQ  | Soudal Quick-Step        |
| 31-37   | ICW  | Intermarché-Circus-Wanty |
| 41-47   | LTD  | Lotto Dstny              |
| 51-57   | TBV  | Bahrain Victorious       |
| 61-67   | IGD  | Ineos Grenadiers         |
| 71-77   | LTK  | Lidl-Trek                |
| 81-87   | UAD  | UAE Team Emirates        |
| 91-97   | BOH  | Bora-Hansgrohe           |
| 101-107 | EFE  | EF Education-EasyPost    |

| N.      | Cod. | Squadra               |
| ------- | ---- | --------------------- |
| 111-117 | ACT  | AG2R Citroën Team     |
| 121-127 | COF  | Cofidis               |
| 131-137 | AST  | Astana Qazaqstan Team |
| 141-147 | GFC  | Groupama-FDJ          |
| 151-157 | MOV  | Movistar Team         |
| 161-167 | ARK  | Team Arkéa-Samsic     |
| 171-177 | DSM  | Team DSM-Firmenich    |
| 181-187 | JAY  | Team Jayco AlUla      |
| 191-197 | IPT  | Israel-Premier Tech   |
| 201-207 | BWB  | Bingoal WB            |
| 211-217 | TFB  | Team Flanders-Baloise |

## Dettagli delle tappe

### 1ª tappa
- 23 agosto: Blankenberge > Ardooie – 183,9 km

Risultati
| Pos. | Corridore        | Squadra | Tempo    |
| ---- | ---------------- | ------- | -------- |
| 1    | Jasper Philipsen | Alpecin | 3h51'53" |
| 2    | Tim Merlier      | Soudal  | s.t.     |
| 3    | Olav Kooij       | Jumbo   | s.t.     |

| Pos. | Corridore        | Squadra | Tempo    |
| ---- | ---------------- | ------- | -------- |
| 1    | Jasper Philipsen | Alpecin | 3h51'43" |
| 2    | Alessandro Covi  | UAE     | a 2"     |
| 3    | Tim Merlier      | Soudal  | a 4"     |

### 2ª tappa
- 24 agosto: Sluis > Sluis – Cronometro individuale – 13,6 km

Risultati
| Pos. | Corridore      | Squadra | Tempo  |
| ---- | -------------- | ------- | ------ |
| 1    | Joshua Tarling | Ineos   | 15'05" |
| 2    | Tim Wellens    | UAE     | a 14"  |
| 3    | Yves Lampaert  | Soudal  | a 18"  |

| Pos. | Corridore      | Squadra | Tempo    |
| ---- | -------------- | ------- | -------- |
| 1    | Joshua Tarling | Ineos   | 4h06'58" |
| 2    | Tim Wellens    | UAE     | a 14"    |
| 3    | Yves Lampaert  | Soudal  | a 18"    |

### 3ª tappa
- 25 agosto: Aalter > Geraardsbergen – 171,5 km

Risultati
| Pos. | Corridore      | Squadra     | Tempo    |
| ---- | -------------- | ----------- | -------- |
| 1    | Mike Teunissen | Intermarchè | 3h40'17" |
| 2    | Tim Wellens    | UAE         | a 1"     |
| 3    | Axel Zingle    | Cofidis     | a 2"     |

| Pos. | Corridore          | Squadra | Tempo    |
| ---- | ------------------ | ------- | -------- |
| 1    | Tim Wellens        | UAE     | 7h47'16" |
| 2    | Yves Lampaert      | Soudal  | a 24"    |
| 3    | Florian Vermeersch | Lotto   | a 26"    |

### 4ª tappa
- 26 agosto: Beringen > Peer – 179,6 km

Risultati
| Pos. | Corridore        | Squadra | Tempo    |
| ---- | ---------------- | ------- | -------- |
| 1    | Sam Welsford     | DSM     | 3h57'36" |
| 2    | Olav Kooij       | Jumbo   | s.t.     |
| 3    | Jasper Philipsen | Alpecin | s.t.     |

| Pos. | Corridore          | Squadra | Tempo     |
| ---- | ------------------ | ------- | --------- |
| 1    | Tim Wellens        | UAE     | 11h44'52" |
| 2    | Florian Vermeersch | Lotto   | a 23"     |
| 3    | Yves Lampaert      | Soudal  | s.t.      |

### 5ª tappa
- 27 agosto: Riemst > Bilzen – 187,3 km

Risultati
| Pos. | Corridore         | Squadra | Tempo    |
| ---- | ----------------- | ------- | -------- |
| 1    | Matej Mohorič     | Bahrain | 4h07'00" |
| 2    | Matteo Trentin    | UAE     | s.t.     |
| 3    | S. Kragh Andersen | Alpecin | s.t.     |

| Pos. | Corridore          | Squadra | Tempo     |
| ---- | ------------------ | ------- | --------- |
| 1    | Tim Wellens        | UAE     | 15h51'52" |
| 2    | Florian Vermeersch | Lotto   | a 23"     |
| 3    | Yves Lampaert      | Soudal  | s.t.      |

## Evoluzione delle classifiche
| Tappa              | Vincitore          | Classifica generale Maglia blu | Classifica a punti Maglia azzurra | Classifica combattività Maglia bianca | Classifica a squadre |
| ------------------ | ------------------ | ------------------------------ | --------------------------------- | ------------------------------------- | -------------------- |
| 1ª                 | Jasper Philipsen   | Jasper Philipsen               | Jasper Philipsen                  | Ludovic Robeet                        | Cofidis              |
| 2ª                 | Joshua Tarling     | Joshua Tarling                 | Joshua Tarling                    | Ludovic Robeet                        | Ineos Grenadiers     |
| 3ª                 | Mike Teunissen     | Tim Wellens                    | Tim Wellens                       | Ludovic Robeet                        | UAE Team Emirates    |
| 4ª                 | Sam Welsford       | Tim Wellens                    | Arnaud De Lie                     | Aaron Van Poucke                      | UAE Team Emirates    |
| 5ª                 | Matej Mohorič      | Tim Wellens                    | Arnaud De Lie                     | Aaron Van Poucke                      | UAE Team Emirates    |
| Classifiche finali | Classifiche finali | Tim Wellens                    | Arnaud De Lie                     | Aaron Van Poucke                      | UAE Team Emirates    |

Maglie indossate da altri ciclisti in caso di due o più maglie vinte
- Nella 2ª tappa Tim Merlier ha indossato la maglia azzurra al posto di Jasper Philipsen.
- Nella 3ª tappa Jasper Philipsen ha indossato la maglia azzurra al posto di Joshua Tarling.
- Nella 4ª tappa Arnaud De Lie ha indossato la maglia azzurra al posto di Tim Wellens.

## Classifiche finali

### Classifica generale - Maglia verde
| Pos. | Corridore          | Squadra     | Tempo     |
| ---- | ------------------ | ----------- | --------- |
| 1    | Tim Wellens        | UAE         | 15h51'52" |
| 2    | Florian Vermeersch | Lotto       | a 23"     |
| 3    | Yves Lampaert      | Soudal      | s.t.      |
| 4    | Jasper Stuyven     | Lidl        | a 30"     |
| 5    | Mike Teunissen     | Intermarché | a 31"     |
| 6    | Marc Hirschi       | UAE         | s.t.      |
| 7    | Matej Mohorič      | Bahrain     | a 33"     |
| 8    | Axel Zingle        | Cofidis     | a 34"     |
| 9    | Matteo Trentin     | UAE         | a 36"     |
| 10   | S. Kragh Andersen  | Alpecin     | a 40"     |

### Classifica a punti - Maglia rossa
| Pos. | Corridore        | Squadra | Punti |
| ---- | ---------------- | ------- | ----- |
| 1    | Arnaud De Lie    | Lotto   | 70    |
| 2    | Jasper Philipsen | Alpecin | 65    |
| 3    | Matej Mohorič    | Bahrain | 52    |
| 4    | Tim Wellens      | UAE     | 50    |
| 5    | Olav Kooij       | Jumbo   | 47    |

### Classifica combattività - Maglia bianca
| Pos. | Corridore        | Squadra    | Punti |
| ---- | ---------------- | ---------- | ----- |
| 1    | Aaron Van Poucke | Flanders   | 39    |
| 2    | Cériel Desal     | Bingoal WB | 33    |
| 3    | Ludovic Robeet   | Bingoal WB | 31    |
| 4    | Senne Leysen     | Alpecin    | 18    |
| 5    | Andrey Amador    | EFE        | 16    |

### Classifica a squadre
| Pos. | Squadra                  | Tempo     |
| ---- | ------------------------ | --------- |
| 1    | UAE Team Emirates        | 47h36'57" |
| 2    | Lotto Dstny              | a 29"     |
| 3    | Soudal Quick-Step        | a 1'39"   |
| 4    | Bahrain Victorious       | a 1'51"   |
| 5    | Intermarché-Circus-Wanty | s.t.      |